# ماكس ليتمان
ماكس ليتمان (بالألمانية: Max Littmann)‏ (و. 1862 – 1931 م) هو مهندس معماري، وأستاذ جامعي ألماني، توفي في ميونخ، عن عمر يناهز 69 عاماً.

## التعليم
تعلم في جامعة دريسدن التقنية
.